# Florida (Copán)
Florida é um município de Honduras, localizado no departamento de Copán.